# فوتبال در تایلند

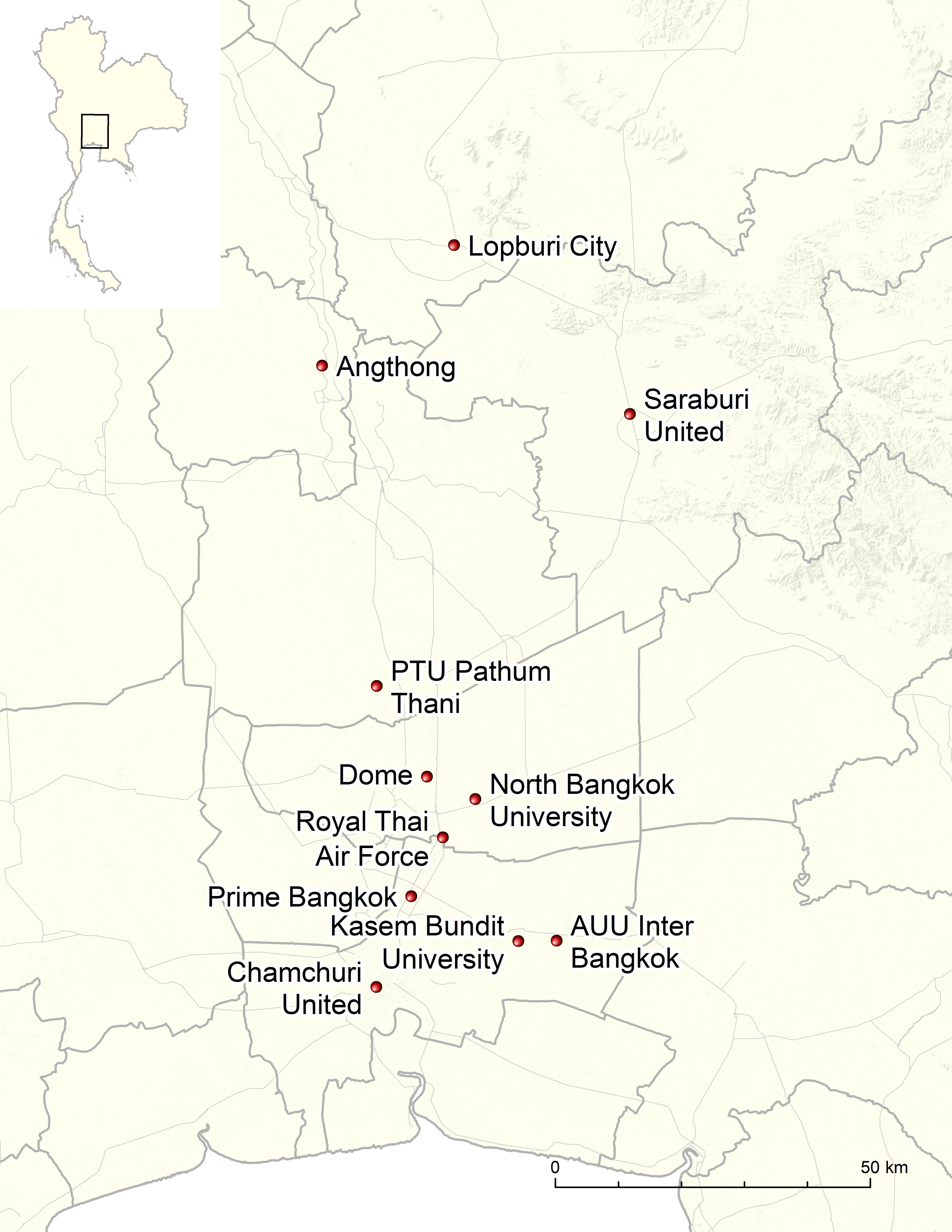
فوتبال در تایلند،25-2024

فوتبال در تایلند توسط اتحادیه فوتبال تایلند سازماندهی می‌شود. فوتبال پرطرفدارترین ورزش در این کشور است.